# 原臺南神社事務所
原臺南神社事務所，位於臺灣臺南市中西區，於2004年3月7日公告為市定古蹟，在經過整修後作為忠義國小的圖書館使用。該建築雖然名為神社事務所，但實際上可能為臺南神社外苑的休憩所。

## 沿革
該建築建於臺灣日治時期昭和十一年（1936年），是臺南神社的附屬建築，由於位置與一般神社的社務所位置不同（一般配置於神社內苑左前方，面對神社時則為右前方），故可能是建造當年8月14日《台灣日日新報》曾報導之臺南神社於外苑所建的休憩所。1945年後，建築曾作為忠義國小校長宿舍與忠義國小附設幼稚園校舍，2010年整修完成後則作為忠義國小的圖書館使用。

## 建築
原臺南神社事務所位於忠義國小內，用材造型同似武德殿，座南朝北，呈」形平面，外環繞「ㄇ」字型迴廊，一層樓高，屬鋼筋混凝土造，表面皆洗石子處理為主，屋頂為入母屋式。整體由仿階條石洗石子基座、採仿木構造設計屋身及屋頂三部分所組成。南向立面有仿石條窗開口；室內有一小型集會空間。
民國96年進行修護工程，修復團隊在整修工程中發現，布紋面磚的運用已相當少見，神社事務所的地磚是無縫的彩色水泥地磚，是全市古蹟僅有的地磚，修復過程中也以水泥中加彩粉，以仿彩色磁磚手法作成地磚，無縫接軌，為高難度施工技術。